# バーミングハム駅 (アラバマ州)
バーミングハム駅（英語：Birmingham Station）は、アメリカ合衆国アラバマ州バーミングハム 19thストリート・ノース1にある駅。 全米各地を結ぶ旅客鉄道のアムトラックが乗り入れている。

## 概要
当駅はルイビル・アンド・ナッシュビル鉄道の駅としてダウンタウンの南端に建てられた。高架ホームと小さな待合室を備えている。2013年10月バーミングハム市議会は現在のアムトラックの駅の近くに建設される新しいインターモーダルセンターのインフラ整備を施工する契約を承認した。これは、アムトラック、都市間および路線バス、タクシー、レンタカー、自転車を統合した結節点となる。およそ3,000万ドルのプロジェクトは、2,360万ドルの連邦交通管理局のバスとバス施設整備プログラムからの助成金と市債600万ドルの財源となっている。

## 利用可能な鉄道路線／列車
アムトラックの停車する列車は下記の通り。
ニューヨークとニューオーリンズ間の夜行長距離列車クレセント号…1日1往復停車

## バス
当駅から乗車できるバスは以下の通り。
路線バス：バーミングハム・ジェファーソン郡交通局(Birmingham Jefferson County Transit Authority)